# Harry Baird
Pour les articles homonymes, voir Baird.
Harry Baird est un acteur britannique né le 12 mai 1931 à Georgetown en Guyane britannique et mort le 13 février 2005 à Londres.

## Biographie
Harry Baird, est né en Guyana, mais il quitte rapidement son pays pour être éduqué au Canada puis en Angleterre. Il obtient son premier rôle en 1954 dans 
L'Enfant et la Licorne ou il joue au boxeur Jamaïcain. Harry Baird est surtout connu pour ses rôles dans L'or se barre (1968) ou encore dans Les Quatre de l'apocalypse de Lucio Fulci. Mais il doit arrêter sa carrière dans les années 1970 après avoir été atteint de glaucome ce qui le rendra aveugle.

## Filmographie
- 1954 : L'Enfant et la Licorne (A Kid for Two Farthings) de Carol Reed : un Jamaïcain (non crédité)
- 1959 : Opération Scotland Yard (Sapphire) de Basil Dearden : Johnnie Fiddle
- 1959 : Les Aventuriers du Kilimandjaro (Killers of Kilimanjaro) de Richard Thorpe : Boraga
- 1960 : Tarzan le magnifique (Tarzan the Magnificent) de Robert Day : le chef guerrier
- 1961 : Un traître à Scotland Yard (Offbeat) de Cliff Owen
- 1962 : Astronautes malgré eux (The Road to Hong Kong) de Norman Panama : le Nubien (non crédité)
- 1962 : La Blonde de la station 6 (Station Six-Sahara) de Seth Holt : Marin
- 1963 : Taur, roi de la force brutale : Ubaratutu
- 1963 : Les Gladiatrices (Le Gladiatrici) d'Antonio Leonviola : Ubaratutu
- 1963 : Goliath et l'Hercule noir : esclave (non crédité)
- 1964 : Das Verrätertor : un homme
- 1967 : Les Chuchoteurs (The Whisperers) de Bryan Forbes : l'homme
- 1968 : La Permission de Melvin Van Peebles : Turner
- 1969 : L'or se barre (The Italian Job) de Peter Collinson : Grand William
- 1969 : Le Cercueil vivant (The Oblong Box) de Gordon Hessler : N'Galo
- 1969 : Un château en enfer : le soldat qui danse (non crédité)
- 1970 : UFO, alerte dans l'espace (série télévisée) (6 épisodes) : lt Mark Bradley
- 1972 : Cool, c'est Carol! : Benny Gray
- 1972 : Dépêche-toi Sartana, je m'appelle Trinita : Trinita
- 1973 : Una colt in mano del diavolo
- 1973 : La Charge des diables : Washington Smith
- 1975 : Le Comte de Monte-Cristo (The Count of Monte-Cristo) : Ali
- 1975 : Les Quatre de l'apocalypse : Bud